# Ruderalfläche

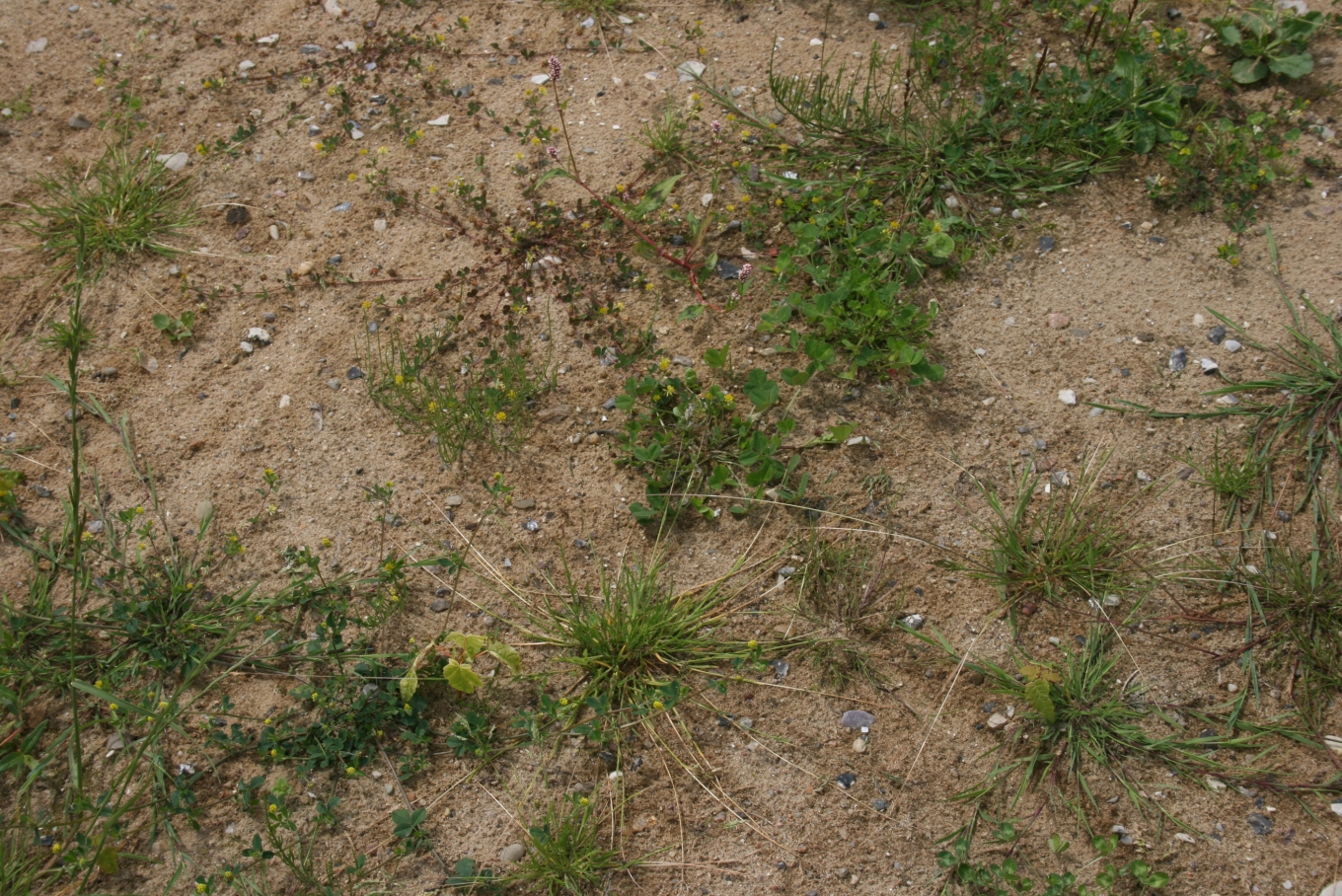
Ruderalflora

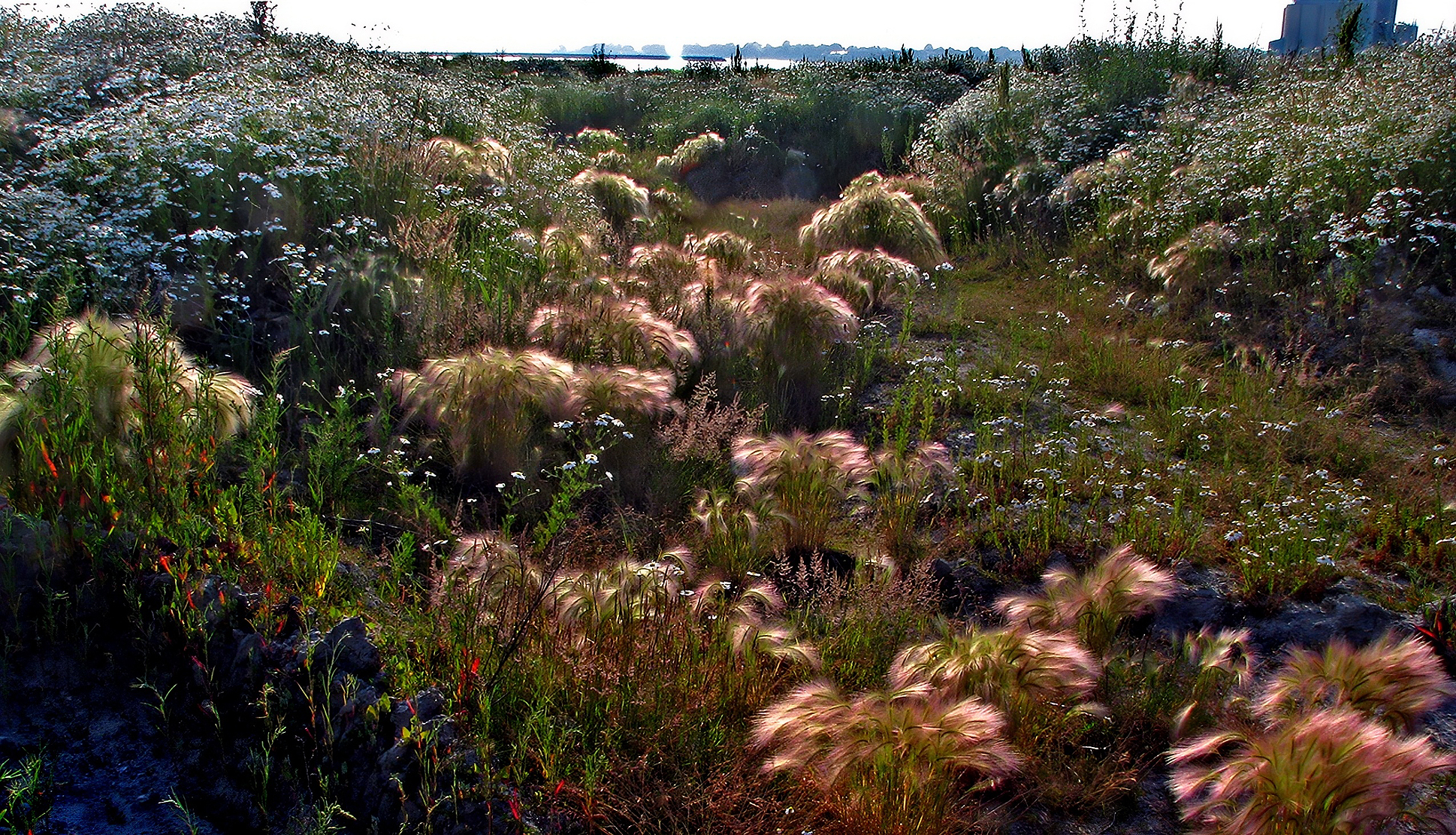
Ruderalfläche in Ystad.

Eine Ruderalfläche (von lateinisch rudus ‚Klumpen‘, ‚Brocken‘ und im übertragenen Sinn ‚Kies‘, ‚Schotter‘, ‚Schutt‘) bezeichnet eine Fläche mit Ruderalvegetation. Es handelt sich um stark vom Menschen beeinflusste Standorte wie Trümmerplätze, Stadtbrachen, Böschungen und Restflächen am Rande von Straßen, Bahnanlagen und Kanälen, Gleiskörper, Wegränder und ähnlich zivilisationsbedingte Stellen. Ruderalflächen sind in der Erscheinung sehr vielfältig, von vegetationsarmen, offenen Rohbodenflächen bis hin zu dichtwüchsigen Hochstaudenfluren und Vorwäldern.
Der Schwerpunkt der Ruderalflächen liegt in Stadt- und Industrielandschaften. Sie sind Standort einer eigenständigen Stadtflora. Abseits der Städte treten sie großflächig an Bahnanlagen auf. Es kann sich um Brachflächen, aber auch Teile weiter genutzter Areale handeln. Ruderalflächen sind sehr vielfältig bezüglich des Nährstoff- und Wasserangebotes, des pH-Wertes, der Verdichtung und Versiegelung sowie der Belastung mit toxischen Stoffen. Dem entsprechend können sie sehr artenreich sein.
Trotz ihres Artenreichtums sind Ruderalflächen nur selten Objekte des Naturschutzes. Grund ist, dass die Flächen oft nur kurzlebig sind, ihre Artenzusammensetzung raschem Wandel durch Sukzession unterliegt und oft aus Naturschutzsicht unerwünschte Neophyten sehr häufig sind. Es wird dann darauf vertraut, dass entsprechende Stellen bei Verlust an einer Stelle an anderer Stelle von selbst neu entstehen werden.